# Wackelkamera
Wackelkamera beschreibt ein ästhetisches Ausdrucksmittel mittels einer Kameraführungstechnik, die neuerdings (Stand: 2/2025) vor allem bei Actionfilmen wieder Anwendung findet. Dabei werden Szenen, denen besondere Action oder Spannung verliehen werden soll, mit einer Handkamera gedreht, welche das Bild in ständiger, teils ruckartiger Bewegung hält, wobei schnelle Schnitte und extreme Nahaufnahmen den Effekt noch unterstreichen sollen.

## Technik
Ursprünglich wurden nur Handkameras verwendet, heute werden diese Effekte meist digital erzeugt.

## Geschichte
Die Wackelkamera wurde bereits 1925 in z. B. Ewald André Duponts Varieté experimentell eingesetzt. In den 80er und 90er Jahren wurde sie bei Mainstream-Filmen vermehrt eingesetzt und erst kürzlich wiederentdeckt. So wurde sie beispielsweise bei Lethal Weapon – Zwei stahlharte Profis, Stargate Universe, Beverly Hills Cop – Ich lös’ den Fall auf jeden Fall, Stirb langsam 2, The Rock – Fels der Entscheidung, Jäger des verlorenen Schatzes, Das Bourne Ultimatum oder Operation: Kingdom angewendet.

## Kritik
Die Wackelkamera gilt als umstritten. Inflationär eingesetzt wirkt sie auf viele Kinobesucher zu hektisch oder hysterisch. Die Handlungsstränge werden unterbrochen und die Konzentration auf die Geschichte wird gestört. Auch auftretende Kopfschmerzen oder Übelkeit wurden beobachtet. In Dokumentarfilmen hingegen ist sie eher akzeptiert.